# Lover of Life, Singer of Songs: The Very Best of Freddie Mercury Solo
Lover of Life, Singer of Songs: The Very Best of Freddie Mercury Solo è l'omaggio ufficiale della EMI al cantante dei Queen, Freddie Mercury, pubblicato il 4 settembre 2006.

## Descrizione
È costituito da due dischi (The Very Best of Freddie Mercury Solo), il primo dei quali contiene i suoi successi da solista mentre il secondo è una raccolta di remix.
Inoltre è stato pubblicato un doppio DVD (Lover of Life, Singer of Songs): il primo mostra il documentario pubblicato nel Solo Collection dal nome Freddie Mercury, the Untold Story più il The Making of che pubblica le scene tagliate del documentario, il secondo è una serie di videoclip di Freddie Mercury, più una serie di extra tra cui l'ultima intervista filmata al cantante scomparso il 24 novembre 1991.

## Tracce

### The Very Best of Freddie Mercury
Testi e musiche di Freddie Mercury, eccetto dove indicato
CD1
1. In My Defence (2000 Remix) – 3:55 (Dave Clark, David Soames, Jeff Daniels)
2. The Great Pretender (Original 1987 Single Version) – 3:27 (Buck Ram)
3. Living on My Own (1993 Radio Mix) – 3:38
4. Made in Heaven – 4:05
5. Love Kills (Original 1984 Single Version) – 4:29 (Freddie Mercury, Giorgio Moroder)
6. There Must Be More to Life Than This – 3:00
7. Guide Me Home – 2:50 (Freddie Mercury, Mike Moran)
8. How Can I Go On – 3:51 (Freddie Mercury, Mike Moran)
9. Foolin' Around (Steve Brown Remix) – 3:36
10. Time – 3:56 (Dave Clark, John Christie)
11. Barcelona – 5:40 (Freddie Mercury, Mike Moran)
12. Love Me Like There's No Tomorrow – 3:47
13. I Was Born to Love You – 3:40
14. The Golden Boy – 6:06 (Freddie Mercury, Mike Moran, Tim Rice)
15. Mr. Bad Guy – 4:12
16. The Great Pretender (Malouf Remix) – 3:39 (Buck Ram)
17. Love Kills (Star Rider Remix) – 3:39 (Freddie Mercury, Giorgio Moroder)
18. I Can Hear Music (Larry Lurex, 1973 Single) – 3:28 (Ellie Greenwich, Phil Spector, Jeff Barry)
19. Goin' Back (Larry Lurex, 1973 B-Side) – 3:34 (Gerry Goffin, Carole King)
20. Guide Me Home (Thierry Lang, Piano Version) – 4:18 (Freddie Mercury, Mike Moran) – traccia bonus

CD2
1. Love Kills (Sunshine People Radio Mix) (*) - 3:16
2. Made In Heaven (Extended Version) - 4:50
3. Living On My Own (The Egg Remix) (*) - 5:37
4. Love Kills (Rank 1 Remix) (*) - 7:18
5. Mr. Bad Guy (Bad Circulation Version) (*) - 3:26
6. I Was Born To Love You (George Demure Almost Vocal Mix) (*) - 4:02
7. My Love Is Dangerous (Extended Version) - 6:28
8. Love Making Love (Demo) - 3:38
9. Love Kills (Pixel82 Remix) (*) - 6:13
10. I Was Born To Love You (Extended Version) - 7:05
11. Foolin' Around (Early Version) - 4:15
12. Living On My Own (No More Brothers Extended Mix) - 5:15
13. Love Kills (More Oder Rework By The Glimmers) (*) - 6:53
14. Your Kind Of Lover (Vocal & Piano version) - 3:38
15. Let's Turn It On (A Cappella) - 3:04

(*): tracce inserite appositamente per questa compilation, precedentemente mai pubblicate.

### Lover of Life, Singer of Songs
DVD 1
- Freddie Mercury, the Untold Story - documentario di 112 minuti
- The Making of - interviste e scene tagliate

DVD 2
- Barcelona
- The Great Pretender
- I Was Born To Love You
- Time
- How Can I Go On
- Made In Heaven
- Living On My Own
- The Golden Boy
- In My Defence

Video bonus
- Barcelona (versione live)
- The Great Pretender (extended version)
- Living On My Own (1993 remix)
- Commento dei video – I registi parlano della realizzazione dei video
- La statua di Montreux – Documentario sulla statua di Montreux dedicata a Freddie con intervista allo scultore
- I 3 produttori – Interviste a Dave Richards, Mike Moran e Mack
- L'ultima intervista – L'ultima intervista filmata a Freddie
- Fotogallery interattiva

## Classifiche

### CD
| Classifica (2006) | Posizione massima |
| ----------------- | ----------------- |
| Austria           | 7                 |
| Belgio (Fiandre)  | 69                |
| Danimarca         | 60                |
| Finlandia         | 55                |
| Francia           | 14                |
| Germania          | 13                |
| Irlanda           | 26                |
| Italia            | 1                 |
| Messico           | 14                |
| Norvegia          | 8                 |
| Paesi Bassi       | 30                |
| Portogallo        | 11                |
| Regno Unito       | 6                 |
| Spagna            | 6                 |
| Svezia            | 14                |
| Svizzera          | 16                |
| Ungheria          | 9                 |

### DVD
| Classifica (2006) | Posizione massima |
| ----------------- | ----------------- |
| Austria           | 1                 |
| Belgio (Fiandre)  | 7                 |
| Danimarca         | 3                 |
| Francia           | 3                 |
| Germania          | 2                 |
| Irlanda           | 4                 |
| Italia            | 1                 |
| Messico           | 6                 |
| Paesi Bassi       | 5                 |
| Portogallo        | 2                 |
| Regno Unito       | 1                 |
| Spagna            | 2                 |
| Svezia            | 1                 |
| Ungheria          | 2                 |